# Mohamed Ghannouchi
Mohamed Ghannouchi (Sousse, 18 de agosto de 1941) é um político tunisino. Foi o primeiro-ministro da Tunísia de 1999 a 2011 e foi presidente interino de seu país durante um dia (de 14 de janeiro até 15 de janeiro de 2011), quando tomou o poder após o então presidente Zine El Abidine Ben Ali abandonar o país cedendo o poder a Mohamed, mediante a pressão dos protestos de 2010-2011. É membro do parlamento tunisino por parte do Reagrupamento Constitucional Democrático.
Entre 1992 e 1999 ocupou o cargo de Ministro das Relações Exteriores e Cooperação Internacional, e entre 1999 e 2011 foi primeiro-ministro da Tunísia, até a queda de Zine El Abidine Ben Ali em 14 de janeiro, quando assumiu o cargo de Presidente da República. Mas, no dia seguinte de sua posse interina, foi sucedido por Fouad Mebazaâ, voltando, assim, ao antigo cargo de primeiro-ministro em 15 de janeiro de 2011. Renunciou a este cargo em 27 de fevereiro de 2011, em meio a manifestações contra sua permanência no governo.